# Lago Nero (Ticino)
Il lago Nero è un lago alpino situato nella val Bavona, nel comune di Cevio nelle Alpi Lepontine.

## Morfologia
Si trova in una conca circolare; ha acque scure, profonde, e dal quale si gode una bella vista sul ghiacciaio del Basodino e del Cavagnoli. Il colore del lago è attribuito all'anfibolite che forma la roccia dei dintorni.

## Fauna

### Pesci
Recentemente è stato ripopolato con trote fario.